# Ann Donahue
Pour les articles homonymes, voir Donahue.
Ann Donahue est une productrice et scénariste américaine née en 1955 aux États-Unis.
Elle a, entre autres, créé les séries télévisées Les Experts avec Anthony E. Zuiker et Carol Mendelsohn.

## Biographie
Ann Donahue est ouvertement lesbienne.

## Filmographie

### En tant que productrice
- 1991 : Street Justice - Saison 1
- 1991 : 21 Jump Street - Saison 5
- 1992 : Beverly Hills 90210 - Saison 3
- 1993 - 1994 : Un drôle de shérif - Saisons 2 et 3
- 1995 : Murder One - Saison 1
- 1996 : High Incident - Saison 1
- 2000 : M.Y.O.B. - Saison 1
- 2000 - 2009 : Les Experts - Saisons 1 à 10
- 2002 - 2009 : Les Experts : Miami - Saisons 1 à 8
- 2004 - 2009 : Les Experts : Manhattan - Saisons 1 à 6
- 2015 - : CSI: Cyber

### En tant que scénariste
- 1988 : Sharing Richard de Peter Bonerz
- 1988 : China Beach - Saison 1
- 1991 : Street Justice - Saison 1
- 1991 : 21 Jump Street - Saison 5
- 1991 : Posing : Inspired by Three Real Stories de Steve Stafford
- 1992 : Beverly Hills 90210 - Saison 3
- 1993 : Un drôle de shérif - Saison 2
- 1994 : Un drôle de shérif - Saison 3
- 1995 : Murder One - Saison 1
- 2000 : M.Y.O.B. - Saison 1
- 2000 - 2003 : Les Experts - Saisons 1 à 3
- 2002 - 2009 : Les Experts : Miami - Saisons 1 à 8
- 2004 - 2009 : Les Experts : Manhattan - Saisons 1 à 6